# Truth (альбом)
Truth — дебютный студийный альбом британского гитариста Джеффа Бека, выпущенный в июле 1968 года лейблом Epic Records в США и в ноябре того же года лейблом EMI Columbia в Великобритании. Ремастирован и переиздан на CD в 2006 году с добавлением восьми бонус-треков.
Альбом достиг 15-го места в Billboard Top LP’s и является одним из самых успешных во всей карьере Бека. Музыкальный критик Брюс Эдер высоко оценил этот альбом, назвав его «триумфом» и охарактеризовав как «премьеру хеви-метала», недооцененную современниками. Другие ретроспективные отзывы музыкальных критиков также весьма положительные.

## Об альбоме
В конце 1966 года Джефф Бек покинул группу The Yardbirds и начал сольную карьеру. В течение 1967 года и в начале 1968 он записал и выпустил три сингла, которые оказались достаточно успешнымиː все три попали в британский хит-парад.
В январе 1967 году он организовал музыкальный коллектив под названием The Jeff Beck Group, в который кроме него самого вошли Род Стюарт (вокал), Рони Вуд (бас-гитара) и Эйнсли Данбар (ударные). Последний вскоре был заменён Мики Уоллером. В новом составе группа приступила к записи первого долгоиграющего альбома, которая проходила в течение четырех дней, 14−15 мая и 25−26 мая 1968 года, причём в записи принимали участие и другие музыканты.
Альбом открывается энергичной композицией «Shapes of Things» из репертуара группы The Yardbirds (была выпущена в виде сингла в феврале 1966 года), записанной в совершенно новой аранжировке, которую некоторые музыкальные критики характеризуют как предтечу стиля хеви-метал. Музыкальный критик Брюс Эдер называет новую версию этой песни поразительно смелой и звучащей ближе к Хаулин Вулф. Завершает альбом кавер-версия песни «I Ain’t Superstitious», написанная Вилли Диксоном и записанная Хаулин Вулфом в 1961 году. Эта кавер-версия, выделяющаяся оригинальной гитарной игрой Бека, заняла 86-ю позицию в списке «100 величайших гитарных песен всех времён» по версии журнала Rolling Stone.
В числе оставшихся восьми композиций присутствуют три песни, автором которых указан «Jeffrey Rod» (псевдоним Джеффа Бека и Рода Стюарта) — переработанные блюзовые песни: «Let Me Love You» Бадди Гая (с таким же названием), «Rock My Plimsoul», переделанная из «Rock Me Baby» Би Би Кинга и «Blues Deluxe», похожая на другую его песню «Gambler’s Blues». Три другие композиции — кавер-версии произведений известных исполнителей, имена которых на пластинке указаны явноː «Morning Dew» канадской певицы Бонни Добсон, «You Shook Me» (композиция Вилли Диксона, написанная им в соавторстве с Дж. Б. Ленойром, впервые исполненная Мадди Уотерсом в 1962 году) и «Ol’ Man River» (песня Джерома Керна на стихи Оскара Хаммерстайна, написанная для бродвейского мюзикла Show Boat 1927 года и стилизованная под спиричуэл).
Кроме того, альбом включает две инструментальные композицииː короткую «Greensleeves» (обработка одноимённой английской народной песни, известной с XVI века) и композицию «Beck’s Bolero», автором которой указан Джимми Пейдж.

## «Hi Ho Silver Lining»/«Beck’s Bolero»
«Hi Ho Silver Lining» — первый сингл Джеффа Бека, записанный 19 января 1967 года. Композиция «Hi Ho Silver Lining» представляет собой кавер-версию одноимённой песни, написанной американскими композиторами Скоттом Инглишем и Ларри Вайсом и впервые исполненной британской группой The Attack, существовавшей в период с 1966 по 1968 год. Этот сингл Бека достиг #14 в UK Singles Chart и # 25 в Australian Go-Set Top 40 Singles Chart, но остался незамеченным в США. Начиная с переиздания 2006 года, «Hi Ho Silver Lining» традиционно входит в число бонус-треков альбома Truth.
На второй стороне сингла была помещена инструментальная композиция «Beck’s Bolero». Хронологически, это первая сольная запись Джеффа Бека. Она сделана в мае 1966 года, когда Бек был ещё в составе группы The Yardbirds. В её записи участвовала группа музыкантов, в числе которых Джимми Пейдж, Джон Пол Джонс, Ники Хопкинс и Кит Мун (член группы The Who, указанный в буклете под псевдонимом «You Know Who»). Участники записи позже согласились, что этот состав был первой попыткой того, что потом стало знаменитой группой Led Zeppelin. Существуют постоянные разногласия по поводу композитора и продюсера. Несмотря на то, что авторство этой композиции приписывают исключительно Пейджу, Бек утверждает, что он также внёс значительный вклад в её создание.
Сингл «Hi Ho Silver Lining»/«Beck’s Bolero» был выпущен в Великобритании 10 марта 1967 года лейблом Columbia, а в США — 3 апреля того же года лейблом Epic Records. При этом на первом британском издании название композиции было просто «Bolero», с указанием Джеффа Бека как композитора, а в более поздних изданиях название стало «Beck’s Bolero» и композитором был указан Джимми Пейдж.

## Список композиций
| №  | Название           | Автор(ы)                                  | Длительность |
| -- | ------------------ | ----------------------------------------- | ------------ |
| 1. | «Shapes of Things» | Джим Маккарти, Кит Релф, Пол Самвелл-Смит | 3:17         |
| 2. | «Let Me Love You»  | Джефф Бек, Род Стюарт                     | 4:41         |
| 3. | «Morning Dew»      | Бонни Добсон                              | 4:38         |
| 4. | «You Shook Me»     | Вилли Диксон, Дж. Б. Ленойр               | 2:28         |
| 5. | «Ol’ Man River»    | Джером Керн, Оскар Хаммерстайн II         | 3:57         |

| №  | Название                | Автор(ы)              | Длительность |
| -- | ----------------------- | --------------------- | ------------ |
| 1. | «Greensleeves»          | народная              | 1:47         |
| 2. | «Rock My Plimsoul»      | Джефф Бек, Род Стюарт | 4:11         |
| 3. | «Beck’s Bolero»         | Джимми Пэйдж          | 2:50         |
| 4. | «Blues Deluxe»          | Джефф Бек, Род Стюарт | 7:32         |
| 5. | «I Ain’t Superstitious» | Вилли Диксон          | 4:53         |

| №  | Название                                          | Автор(ы)                              | Длительность |
| -- | ------------------------------------------------- | ------------------------------------- | ------------ |
| 1. | «I’ve Been Drinking» (stereo mix)                 | Джефф Бек, Род Стюарт                 | 3:25         |
| 2. | «You Shook Me» (take 1)                           | Вилли Диксон, Дж. Б. Ленойр           | 2:31         |
| 3. | «Rock My Plimsoul» (stereo mix of single version) | Джефф Бек, Род Стюарт                 | 3:42         |
| 4. | «Beck’s Bolero» (mono single mix)                 | Джимми Пэйдж                          | 3:11         |
| 5. | «Blues De Luxe» (take 1)                          | Джефф Бек, Род Стюарт                 | 7:31         |
| 6. | «Tallyman»                                        | Грэм Гоулдман                         | 2:46         |
| 7. | «Love Is Blue»                                    | Андре Попп, Пьер Кур, Брайан Блэкберн | 2:57         |
| 8. | «Hi Ho Silver Lining» (stereo mix)                | Скотт Инглиш, Ларри Вайс              | 3:46         |

## Участники записи
Список составлен по сведениям базы данных Discogs.
The Jeff Beck Groupː
- Джефф Бек — электрогитары, акустическая гитара (в песне «Greensleeves»); педальная слайд-гитара (в песне «Shapes of Things»); бас-гитара (в песне «Ol’ Man River»); ведущий вокал (в песнях «Tallyman» и «Hi Ho Silver Lining»), со-ведущий вокал (в песне «Let Me Love You»)
- Род Стюарт — вокал, бэк-вокал
- Ронни Вуд — бас-гитара
- Мики Уоллер — ударные

При участииː
- Джон Пол Джонс — бас-гитара (в песнях «Hi Ho Silver Lining», «Beck’s Bolero»), орган Хаммонда (в песнях «Ol’ Man River», «You Shook Me»), аранжировка (в песне «Hi Ho Silver Lining»)
- Ники Хопкинс — фортепиано (в песнях«Morning Dew», «You Shook Me», «Beck’s Bolero», «Blues Deluxe»)
- «You Know Who» (Кит Мун) — ударные (в песне «Beck’s Bolero»), литавры (в песне «Ol’ Man River»)

А такжеː
- Мэдлин Белл[англ.] — бэк-вокал (в песне «I’ve Been Drinking»)
- Джон Картер и Кен Льюис[англ.] — бэк-вокал (в песне «Tallyman»)
- Клем Каттини[англ.] — ударные (в песне «Hi Ho Silver Lining»)
- Эйнсли Данбар — ударные (в песнях «Tallyman», «Rock My Plimsoul» (single version))
- Джимми Пэйдж — 12-струнная гитара (в песне «Beck’s Bolero»)

| Технический персонал (оригинальное издание): - Микки Мост — музыкальный продюсер - Кен Скотт — звукоинженер - Майк Стоун — ассистент звукоинженера - Дэйв Сиддл — оператор звукозаписи - Стивен Голдблатт — фотограф | Технический персонал (переиздание 2006 года): - Питер Мью — инженер сведе́ния (в бонус-треках переиздания 2006 года), инженер ремастеринга - Тим Чэксфилд — составитель материала - Чарльз Шаар Мюррей — автор текста для буклета |

## Позиции в хит-парадах и сертификации
| Год  | Хит-парад                              | Высшая позиция | Пребывание в чарте |
| ---- | -------------------------------------- | -------------- | ------------------ |
| 1968 | Канада (RPM Albums Chart)              | 37             | 8 недель           |
| 1968 | США (Billboard Top LP’s)               | 15             | 33 недели          |
|      |                                        |                |                    |
| 2018 | Великобритания (Album Downloads Chart) | 88             | 1 неделя           |
| 2018 | Великобритания (Albums Sales Chart)    | 64             | 3 недели           |
| 2018 | Великобритания (Physical Albums Chart) | 70             | 4 недели           |
| 2018 | Шотландия (Scottish Albums Chart)      | 94             | 1 неделя           |
|      |                                        |                |                    |
| 2023 | Великобритания (Album Downloads Chart) | 29             | 2 недели           |
| 2023 | Великобритания (Albums Sales Chart)    | 52             | 2 недели           |
| 2023 | Великобритания (Physical Albums Chart) | 63             | 1 неделя           |
| 2023 | Шотландия (Scottish Albums Chart)      | 61             | 1 неделя           |

| Регион                                                      | Сертификация | Продажи  |
| ----------------------------------------------------------- | ------------ | -------- |
| США (RIAA)                                                  | Золотой      | 500 000^ |
| ^ Данные о тиражах приведены только на основе сертификации. |              |          |